# Willem van Nassau (1601-1627)

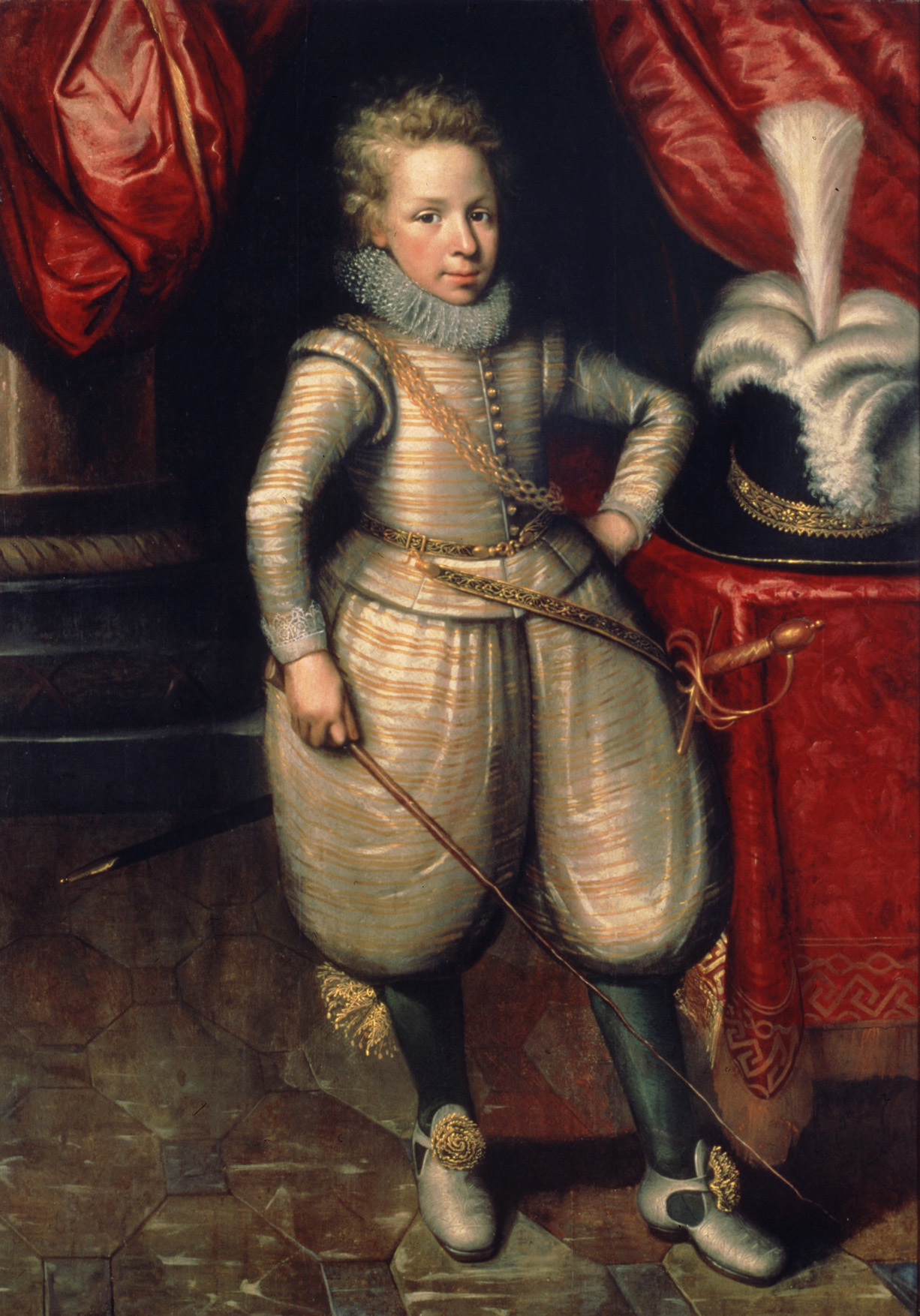
Willem van Nassau (1601-1627), Binnenhof, Den Haag

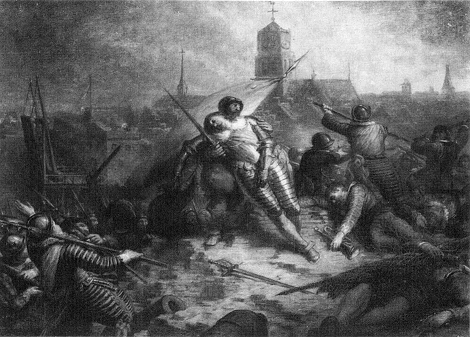
Willem van Nassau sneuvelt bij Grol. Jacobus van Dijck

Willem van Nassau of Willem van Nassau-LaLecq (?, 1601 - Groenlo, 18 augustus 1627) was de oudste bastaardzoon van stadhouder Maurits van Oranje en zijn maîtresse Margaretha van Mechelen. Hij was militair in het Staatse leger van 1620 tot zijn dood in 1627. Hij was heer van de Lek.
De buitenechtelijke kinderen van Maurits en Margaretha werden erkend en van goederen en een adellijke titel voorzien (Nassau-LaLecq). Willem, geboren in 1601, kreeg de titel "Des Heiligen Roomsen Rijksgraaf van Nassau". Na 1625 werd dit "Heer van de Lek" waardoor hij meestal Willem LaLecq genoemd werd. De goederen, die prins Maurits bij zijn overlijden naliet aan zijn zoon waren aanzienlijk. Willem kreeg de heerlijkheid van de Lek als leengoed aan hem en zijn erfgenamen met de visserijen en platen in de Lek en in de Merwede. Zijn broer Lodewijk van Nassau kreeg de heerlijkheden Beverweerd en Odijk en de daarbij behorende titel "Heer van Beverweerd en Odijk".
Vanaf zijn 19e levensjaar diende Willem in het leger in de oorlog tegen de Spanjaarden tijdens de Tachtigjarige Oorlog (1568-1648). Als hij 24 jaar oud is ontvangt hij de functie van luitenant-admiraal van Holland en West-Friesland. Hij is dan plaatsvervanger van de stadhouder Frederik Hendrik, de Stedendwinger. In 1625 neemt hij als leider van een vloot Nederlandse schepen deel aan de door de Engelsen georganiseerde aanval op Cádiz, die door wanbeleid op een compleet fiasco uitdraait.
In de zomer van 1627 is hij als militair aanwezig bij het Beleg van Grol. Op 18 augustus, niet lang voor het einde van de strijd wordt Willem, die met de Franse troepen aan het front mee vecht, met een koeghel van de wallen door de slaep van het hooft geschooten, een wonde die hem de doodt aenbraght. Hij sterft ter plaatse op 26-jarige leeftijd. Zijn broer Lodewijk erft de heerlijkheid van de Lek.
Op 4 april 1627, 4 maanden voor zijn dood, trouwde Willem te Sluis met Anna van der Noot, vrouwe van Hoogwoud en Aartswoud. Zij was een dochter van Carel van der Noot heer van Hoogwoude en Gouverneur van Sluis en Anna van Manmaker. Met Anna had hij geen kinderen, wel had hij een buitenechtelijke relatie met een andere vrouw, Barbara Augustinus Cocx. Zij kregen een zoon: Willem Jonker van Nassau.
Jacobus Revius dichtte: "Op de doot van jonckheer Willem van Nassau."

O Vaderlant, mijn doot wilt langer niet beclagen,

Nadien ick heb erlangt mijn alderhoochsten wins:

De siele was voor God, het lichaam voor den Prins,

Dees beyde heb ick beyds oock willich opgedragen
Ook Laurens Reael, de opvolger van Nassau als admiraal schreef een gedicht ter gelegenheid van zijn dood.
Een kindportret van Willem van Nassau-Lalecq hangt in de Amalia van Solmsgalerij van het gebouw van de Eerste Kamer der Staten-Generaal (het vroegere stadhouderlijk paleis) aan het Binnenhof in Den Haag.